# Vườn quốc gia Mount Frankland
Vườn quốc gia Mount Frankland là một vườn quốc gia ở Tây Úc, 327 km phía nam Perth.